# Šentpavel pri Domžalah
Šentpavel pri Domžalah este o localitate din comuna Domžale, Slovenia, cu o populație de 62 de locuitori.